# فشرده‌سازی بی‌اتلاف
فشرده‌سازی بی‌اتلاف (به انگلیسی: Lossless compression) دسته‌ای از الگوریتم‌های فشرده‌سازی داده است که به دادهٔ اصلی اجازه می‌دهد از دادهٔ فشرده‌شده دقیقاً نوسازی شود. واژهٔ بی‌اتلاف در تقابل با فشرده‌سازی بااتلاف اطلاعات است که در آن دادهٔ نوسازی‌شده، نزدیک به دادهٔ اصلی ساخته می‌شود و این کار به خاطر فشرده‌تر شدن داده‌ها صورت می‌گیرد.
فشرده‌سازی بی‌اتلاف اطلاعات در بسیاری از برنامه‌ها کاربرد دارد. برای نمونه، در گونهٔ فایل زیپ و در جی‌زیپ یکی از ابزارهای یونیکس از این روش فشرده‌سازی استفاده می‌شود. معمولاً این روش، به‌عنوان عضوی از فناوری‌های فشرده‌سازی بااتلاف اطلاعات به‌کار گرفته می‌شود.
فشرده‌سازی بی‌اتلاف زمانی کاربردی می‌شود که همسان‌بودن دادهٔ اصلی و ناهم‌فشرده‌شده اهمیت داشته باشد یا وقتی که چه طرح اصل باشد و چه غیر از آن، هیچ گمانی پیدا نشود. به عنوان نمونه، می‌توان برنامه‌های اجرایی و کدهای منبع را نام برد.
برخی از گونه‌های فایل‌های تصویری مانند پی‌ان‌جی یا جیف فقط به صورت بی‌اتلاف عملیات فشرده‌سازی را انجام می‌دهند، در حالی‌که دیگر گونه‌ها مانند تیف و ام‌ان‌جی هر دو روش فشرده‌سازی کاربرد دارند.